# Joshua Mintz
Joshua David Mintz (Ciudad de México, 22 de agosto de 1965) es un ejecutivo y productor de televisión mexicano ganador del Premio Emmy.. 
Con más de 30 años de experiencia en la industria de la televisión, Mintz ha desempeñado cargos ejecutivos y de producción en Telemundo, Televisa, Univision y TV Azteca.

## Biografía

### Vida profesional
Mintz inició su carrera en televisión en Televisa en 1990, como Director general de canales;  siendo responsable de la operación de (Canal de las Estrellas, XHTV Canal 4, Canal 5 y XEQ Canal 9), los canales de Televisa Networks (en ese tiempo Visat) y el sistema de cable de Televisa en la Ciudad de México: Cablevisión. Fue en 1995 en donde lo nombran Director general de logística de Televisa San Ángel, Durante ese mandato, Joshua Mintz formó parte de los Comités de Programación y Producción Ejecutiva. Fue también el productor ejecutivo de los tres primeros Teletón de México, así como otros espectáculos como "La Fábrica de Sueños", Premios TVyNovelas, "Juan Gabriel en el Azteca" y "Fantástico Amor". 
En el 2000, se unió a Univision como Director de operaciones de dramatizados y lideró el diseño de su primer estudio para telenovelas en Miami, y fue en el 2005 productor ejecutivo del especial “Selena Vive!” en Houston, TX; en la que se convirtió en el programa más visto en la historia de la televisión hispana en los Estados Unidos en ese momento. 
En 2006, Mintz ingresa a TV Azteca a través de su filial en Estados Unidos: Azteca America, como Director de programación, producción y operaciones durante un año. 
Fue en 2007 cuando ingresa a las filas de Telemundo como VP de estrategia y desarrollo y VP de talento, donde incluyó a estrellas como Rafael Amaya, Kate del Castillo, Aracely Arámbula, Victoria Ruffo, Edith González, Eugenio Siller, Marlene Favela al elenco de las telenovelas de la cadena. 
En 2011 fue promovido de puesto como  VP ejecutivo de entretenimiento. Su responsabilidad sería elaborar y manejar la estrategia global y el desarrollo de la programación de entretenimiento para la cadena Telemundo. De inmediato comenzó a trabajar en la optimización del proceso de desarrollo-aire, diseñado e implementado el plan estratégico a largo plazo para la barra de programación, incluyendo el contenido original y la estrategia de adquisición de programación. También en ese mismo año a través de su cargo, Mintz pudo traerse de Univision a la conductora de talk show Cristina Saralegui, para un nuevo programa en Telemundo titulado Pa'lante con Cristina. A inicios de 2012, Mintz se desempeñó como VP ejecutivo de producción del área dramática y Gerente general de Telemundo Global Studios, donde fue responsable de todas las producciones de ficción de la cadena Telemundo en los Estados Unidos, México y Colombia, así como las nuevas coproducciones para Telemundo Media.
Bajo la gestión de Mintz, Telemundo presentó un rendimiento récord año tras año desde la temporada 2010-2011 convirtiéndose en la cadena en idioma español de más rápido crecimiento en Estados Unidos, llegando en el 2015 a superar a su competencia y posicionarse como el canal número uno en idioma español. Así mismo y con Mintz a la cabeza, Telemundo Studios produjo más de 30 novelas, 15 de las cuales llegaron a la cima de las listas de índices de audiencia en el horario estelar. Entre ellas se incluyen los éxitos El señor de los cielos, la novela que ha consolidado a Telemundo como el canal más visto a las 10pm/9c durante la transmisión de las temporadas producidas bajo la visión de Mintz; Señora Acero, un fenómeno en audiencia posicionada como número uno en índice de audiencia en su horario, y La Patrona, la primera novela número uno en índice de audiencia de la cadena en su franja horaria.
Mintz dio origen al exitoso formato de Súper Series, el cual es ahora una marca oficial de la cadena Telemundo, y que destaca a telenovelas de formatos más ágiles y dinámicos, cargadas de acción y grabadas en su totalidad en locaciones. De la misma manera fue el pionero en la creación del formato de temporadas en las telenovelas, convirtiendo a las súper series en reconocidas franquicias sinónimo de éxito sin precedentes en índice de audiencia y ventas para el canal. Como una idea original de Mintz, también se creó: El Chema, la primera extensión o spin off de una telenovela basada en uno de los personajes de El señor de los cielos y cuyo éxito rotundo la convirtió en el programa más visto en su horario sin importar idioma en Estados Unidos.
Del 2016 al 2018, Mintz se reincorpora a las filas de TV Azteca como Presidente de ficción para liderar la estrategia y ejecución de la reestructuración de la programación y producción del horario estelar de la cadena, como parte de la reinvención del canal encabezada por su CEO, Benjamín Salinas.

### Vida personal
Está casado con la actriz Maritza Rodríguez desde el 2005. Tiene dos hijos gemelos.

## Premios y reconocimientos
En 2011, la revista Billboard lo incluyó en su lista #LatinPowerPlayers.
En 2014 Mintz recibe 3 nominaciones a los premios Emmy Internacional por sus producciones “La Patrona”, “Pasión Prohibida” y “El Señor de los Cielos”, otorgándole esta última el galardón en la primera entrega de este premio a la categoría de Mejor Programa en Idioma Extranjero en Estados Unidos.
En 2015, la revista People en Español de Estados Unidos nombra a Mintz como uno de los 50 latinos más influyentes, lista que comparte con personalidades de talla mundial como Ricky Martin, Carolina Herrera, Jennifer Lopez, Lionel Messi y el Papa Francisco.

## Trayectoria

### Productor ejecutivo
TV Azteca
- Educando a Nina (2018) con Ana Celia Urquidi
- Las malcriadas (2017-2018) con Ana Celia Urquidi

Univisión
- Premios Juventud (2005)
- Selena Vive! (2005)
- Lo veremos todo con Niurka y Bobby (2004)

Televisa
- Juan Gabriel en el Azteca (1999)
- La fábrica de sueños (1998)
- Teletón (1997-1999)
- Premios TVyNovelas (1995-1999)
- Club Disney México (1995-1997)

### Productor general
TV Azteca
- La hija pródiga (2017-2018) con Ana Celia Urquidi
- 3 familias (2017-2018) con Ana Celia Urquidi
- La fiscal de hierro (2017) con Ana Celia Urquidi

### Vicepresidente ejecutivo de producción
Telemundo Global Studios
- Eva la trailera (2016)
- ¿Quién es quién? (2015-2016)
- Bajo el mismo cielo (2015)
- Dueños del paraíso (2015)
- Tierra de reyes (2014)
- Los miserables (2014-2015)
- Señora Acero (2014-2015)
- Reina de corazones (2014)
- En otra piel (2014)
- La impostora (2014)
- Santa diabla (2013-2014)
- Marido en alquiler (2013-2014)
- Dama y obrero (2013)
- El señor de los cielos (2013-2016)
- Pasión prohibida (2013)
- La patrona (2013)
- El rostro de la venganza (2012-2013)
- Rosa diamante (2012-2013)
- Corazón valiente (2012-2013)
- Relaciones peligrosas (2012)

### Vicepresidente de talento
Telemundo Global Studios
- La reina del sur (2011)
- Los herederos del Monte (2011)
- Ojo por ojo (2010-2011)
- Aurora (2010-2011)
- Alguien te mira (2010-2011)
- La diosa coronada (2010)
- El fantasma de Elena (2010)
- ¿Dónde está Elisa? (2010)
- Perro amor (2010)
- Más sabe el diablo (2009-2010)
- El rostro de Analía (2008-2009)
- Doña Bárbara (2008-2009)
- El juramento (2008)
- Sin senos no hay paraíso (2008-2009)
- La traición (2008)
- Victoria (2007-2008)
- Pecados ajenos (2007)